# Espinacs amb panses i pinyons
Els espinacs amb panses i pinyons, també coneguts com a espinacs a la catalana era ja una combinació molt apreciada a l'època medieval i encara ara és la manera més característica, en la cuina catalana, de preparar els espinacs i que ha esdevingut un plat popular a tot l'Estat Espanyol i Andorra. Es tracta de saltar els espinacs a la paella amb una mica d'oli d'oliva, panses i pinyons. Algunes persones bullen prèviament els espinacs.
A més, aquesta preparació s'utilitza sovint com a guarniment de coques, tapades o no, de canelons, etc.
Dietèticament, els fruits secs completen el plat afegint proteïna. Tots els greixos utilitzats (panses, pinyons, oli d'oliva) són cardiosaludables.

## Origen
L'origen dels espinacs és persa mentre que els pinyons i les panses ja estaven a Catalunya almenys des de l'època de l'antiga Roma. La combinació de panses i pinyons és comuna i molt apreciada ja des de l'Època Medieval, a països de tota la Mediterrània, en especial a les illes. A Catalunya aquesta recepta està documentada, en català, ja al segle xiv.

## Variants
Es pot fer sense cansalada ni pernil. Es pot fer amb bledes en comptes d'espinacs. Per a algunes receptes, és freqüent afegir una mica de ceba tallada molt petita a l'oli i estovar-la en l'oli abans d'afegir els espinacs.